# For Certain Because
For Certain Because..., är det femte studioalbumet släppt i Storbritannien med musikgruppen The Hollies utgivet oktober 1966 på skivbolaget Parlophone. Det här var det första albumet från gruppen med endast egenskrivna låtar. Det var också det första albumet med bandets nya basist Bernie Calvert.
Albumet döptes om till Stop! Stop! Stop! när det släpptes i USA och Kanada under Imperial Records respektive Capitol Records. Albumet är det femte studioalbumet med The Hollies som utgivits i USA och det tredje 1966. Det är också det första albumet där albumen i Storbritannien, USA och Kanada är identiska.

## Låtlista
Alla låtar är skrivna av Allan Clarke, Tony Hicks, och Graham Nash.
| 1. | "What’s Wrong with the Way I Live" | Allan Clarke | 2:02 |
| 2. | "Pay You Back with Interest"       | Allan Clarke | 2:46 |
| 3. | "Tell Me to My Face"               | Graham Nash  | 3:09 |
| 4. | "Clown"                            | Graham Nash  | 2:16 |
| 5. | "Suspicious Look in Your Eyes"     | Allan Clarke | 3:37 |
| 6. | "It's You"                         | Allan Clarke | 2:17 |

| 7.  | "High Classed"                    | Allan Clarke                | 2:21 |
| 8.  | "Peculiar Situation"              | Allan Clarke                | 2:51 |
| 9.  | "What Went Wrong"                 | Allan Clarke                | 2:12 |
| 10. | "Crusader"                        | AllanClarke och Graham Nash | 3:48 |
| 11. | "Don't Ever Think About Changing" | Allan Clarke                | 2:13 |
| 12. | "Stop Stop Stop"                  | Allan Clarke                | 2:58 |

## Medverkande
- Allan Clarke — sång, munspel
- Tony Hicks — sologitarr, sång
- Graham Nash — rytmgitarr, sång
- Bobby Elliott — trummor
- Bernie Calvert — basgitarr, piano